# 世界經濟論壇新領軍者年會
世界经济论坛新领军者年会，通常被称为夏季达沃斯论坛，2007年由世界经济论坛執行長克劳斯·施瓦布和中華人民共和國總理温家宝倡导建立，召集被世界经济论坛认定的“全球成长型企业”于夏季在中国的天津和大连集会，这些企业主要是在诸如金砖国家等经济新兴国家中的商业领军企业，还包括一些发达国家中迅速发展的企业。同时，年会与下一代全球领袖、迅速发展地区、有竞争力城市和技术先驱者进行密切合作。

## 背景

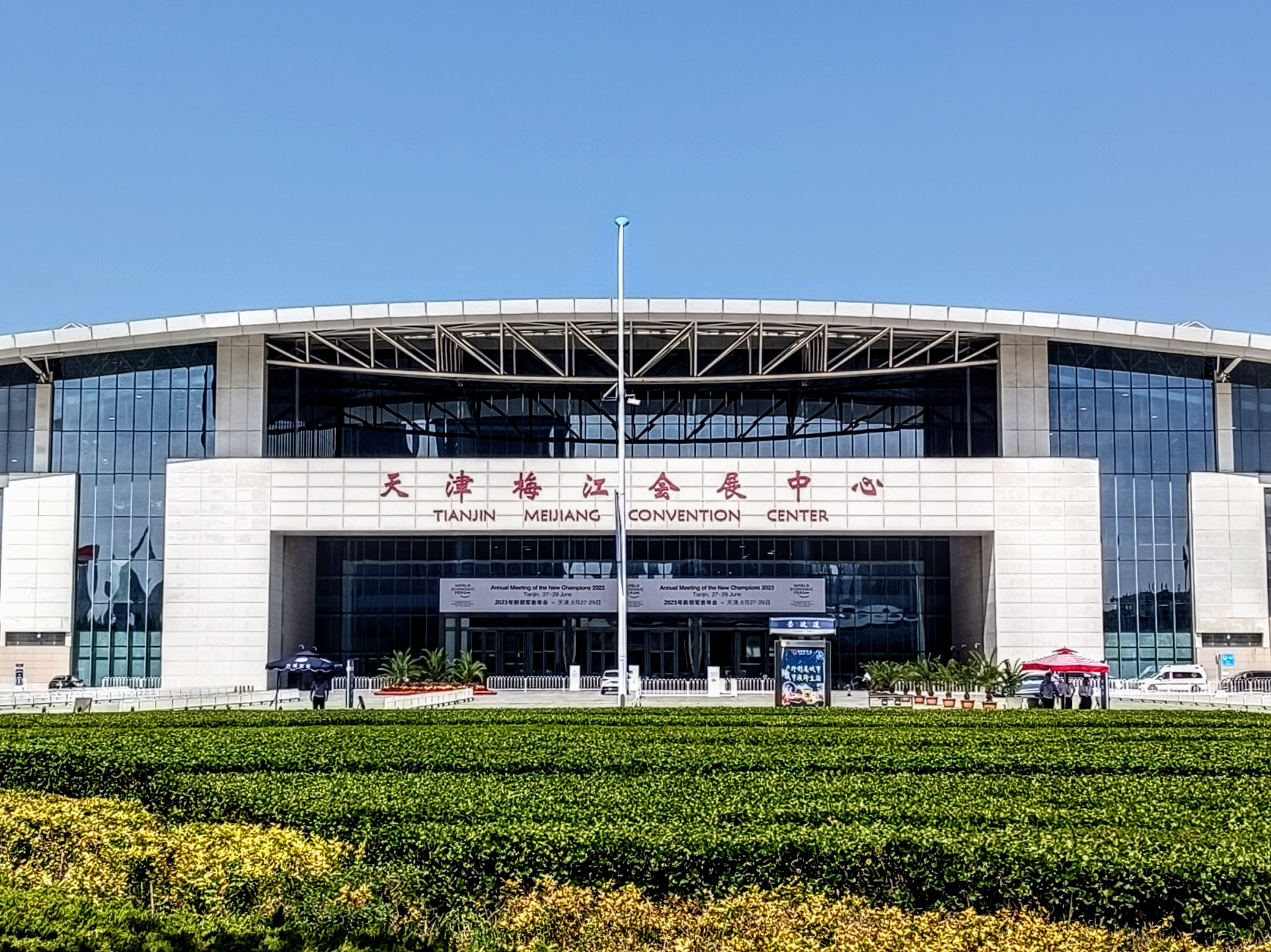
2023年在天津梅江会展中心举办的夏季达沃斯论坛

世界经济论坛由施瓦布于1971年创立，总部设在瑞士日内瓦，是非營利性民间国际组织，每年初在瑞士的达沃斯召开年会。2007年起，世界经济论坛决定首次在达沃斯以外举行的全球性会议，将定期在中国大连、天津或其他城市轮流举办。2007年9月6日，首届夏季达沃斯论坛在大连世界博览广场召开，主题为“变化中的力量平衡”。2008年9月25日，夏季达沃斯论坛在天津市滨海新区的滨海国际会展中心召开，主题是“下一轮增长的浪潮”。2009年9月10日-9月12日，夏季达沃斯论坛在大连世界博览广场召开，主题为“重振增长”。2010年9月13日，主题为“推动可持续增长”的夏季达沃斯论坛将在天津市区的天津梅江会展中心举行。

## 历届年会
| 界别     | 举办时间            | 举办地                | 主题                              | 备注                   |
| -------- | ------------------- | --------------------- | --------------------------------- | ---------------------- |
| 第一届   | 2007年9月6日至8日   | 大连·大连世界博览广场 | 变化中的力量平衡                  | [ 3 ]                  |
| 第二届   | 2008年9月25日至27日 | 天津·滨海国际会展中心 | 下一轮增长的浪潮                  | [ 4 ]                  |
| 第三届   | 2009年9月10日至12日 | 大连·大连世界博览广场 | 重振增长                          | [ 5 ]                  |
| 第四届   | 2010年9月13日至15日 | 天津·梅江会展中心     | 推动可持续增长                    | [ 6 ]                  |
| 第五届   | 2011年9月14日至16日 | 大连·大连世界博览广场 | 关注增长质量，掌握经济格局        | [ 7 ]                  |
| 第六届   | 2012年9月11日至13日 | 天津·梅江会展中心     | 塑造未来经济                      | [ 8 ]                  |
| 第七届   | 2013年9月11至13日   | 大连·大连国际会议中心 | 创新：势在必行                    | [ 9 ]                  |
| 第八届   | 2014年9月10至12日   | 天津·梅江会展中心     | 推动创新 创造价值                 | [ 10 ]                 |
| 第九届   | 2015年9月9至11日    | 大连·大连国际会议中心 | 描绘增长新蓝图                    | （页面存档备份，存于） |
| 第十届   | 2016年6月26至28日   | 天津·梅江会展中心     | 第四次工业革命-转型的力量         | [ 11 ]                 |
| 第十一届 | 2017年6月27至29日   | 大连·大连国际会议中心 | 在第四次工业革命中实现包容性增长  |                        |
| 第十二届 | 2018年9月18至20日   | 天津·梅江会展中心     | 在第四次工业革命中打造创新型社会  |                        |
| 第十三届 | 2019年7月1至3日     | 大连·大连国际会议中心 | 领导力4.0：全球化新时代的成功之道 | [ 12 ]                 |
| 第十四届 | 2023年6月27至29日   | 天津·梅江会展中心     | 企业家精神：世界经济驱动力        |                        |
| 第十五届 | 2024年6月25至27日   | 大连·大连国际会议中心 | 未来增长的新前沿                  |                        |
| 第十六届 | 2025年6月24至26日   | 天津·国家会展中心     | 新时代企业家精神                  | [ 13 ]                 |